# Moixernó
|  | Aquest article tracta sobre l'espècie Calocybe gambosa, la representativa dels bolets coneguts com a Moixernons. Per a d'altres espècies que reben aquests nom comú vegeu Moixernó (desambiguació). |

El moixernó (Calocybe gambosa) és una espècie de bolet agarical de la família de les liofil·làcies (Lyophyllaceae). També es coneix com a moixeró, moixernó de primavera, bolet de Sant Jordi i moixernó ver.

## Etimologia
Rep el seu nom científic del grec kybe, 'cap', i kalós, 'bonic', en al·lusió al barret d'aquest bolet; en llatí, gambosa significa, referint-se a un animal, 'que té la sofraja inflada', ja que aquest bolet té el peu inflat, a mig aire.

## Morfologia
Presenta un barret molsut, de 3 a 10 cm, convex, aplanat en els exemplars vells, d'un blanc brut, o fins cremós, amb làmines primes, lliures, blanques o lleugerament grogues.
El peu, gruixut, pot atènyer de 3 a 7 cm d'altura i és compacte, corbat, ple, de color blanc.
La seua carn no és fibrosa, sinó que es trenca i s'engruna entre els dits, té un sabor agradable i una olor de farina fresca.

## Hàbitat
Viu en els prats, entre l'herba, i en els matolls no gaire espessos. Sovint forma erols.
Surt a la primavera pels volts de Sant Jordi, d'ací prové el seu nom.

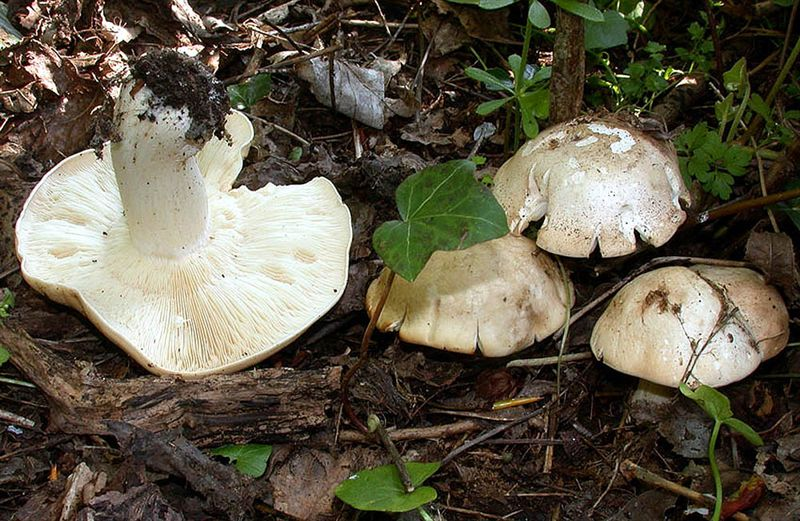
Exemplars de moixernons.

## Ús
És un bolet comestible excel·lent.
Tradicionalment es conserva deshidratat i enfilat; Bulliard (1780) ja en mostra imatges.